# Губань райдужний
Губан райдужний (Labrus bergylta) — губань, поширений у східній Атлантиці. Був зареєстрований у Прибосфорському районі Чорного моря. Сягають максимальної довжини 66 см. До восьми років губані представлені тільки самицями, після чого деякі особини змінюють стать на самців. Крупні губані майже повністю самці.
Цей вид риби є популярною їжею на Оркнейських островах і на Ґолвеї.